# Santana (métro de São Paulo)
Pour les articles homonymes, voir Santana.
Santana (en portugais : Estação Santana) est une station de la ligne 1 (Bleue) du métro de São Paulo. Elle est accessible par l'avenida Cruzeiro do Sul, dans le quartier  Santana, à São Paulo au Brésil.
Mise en service en 1975, elle est exploitée par la Companhia do Metropolitano de São Paulo (CMSP), exploitant de la ligne 1.

## Situation sur le réseau

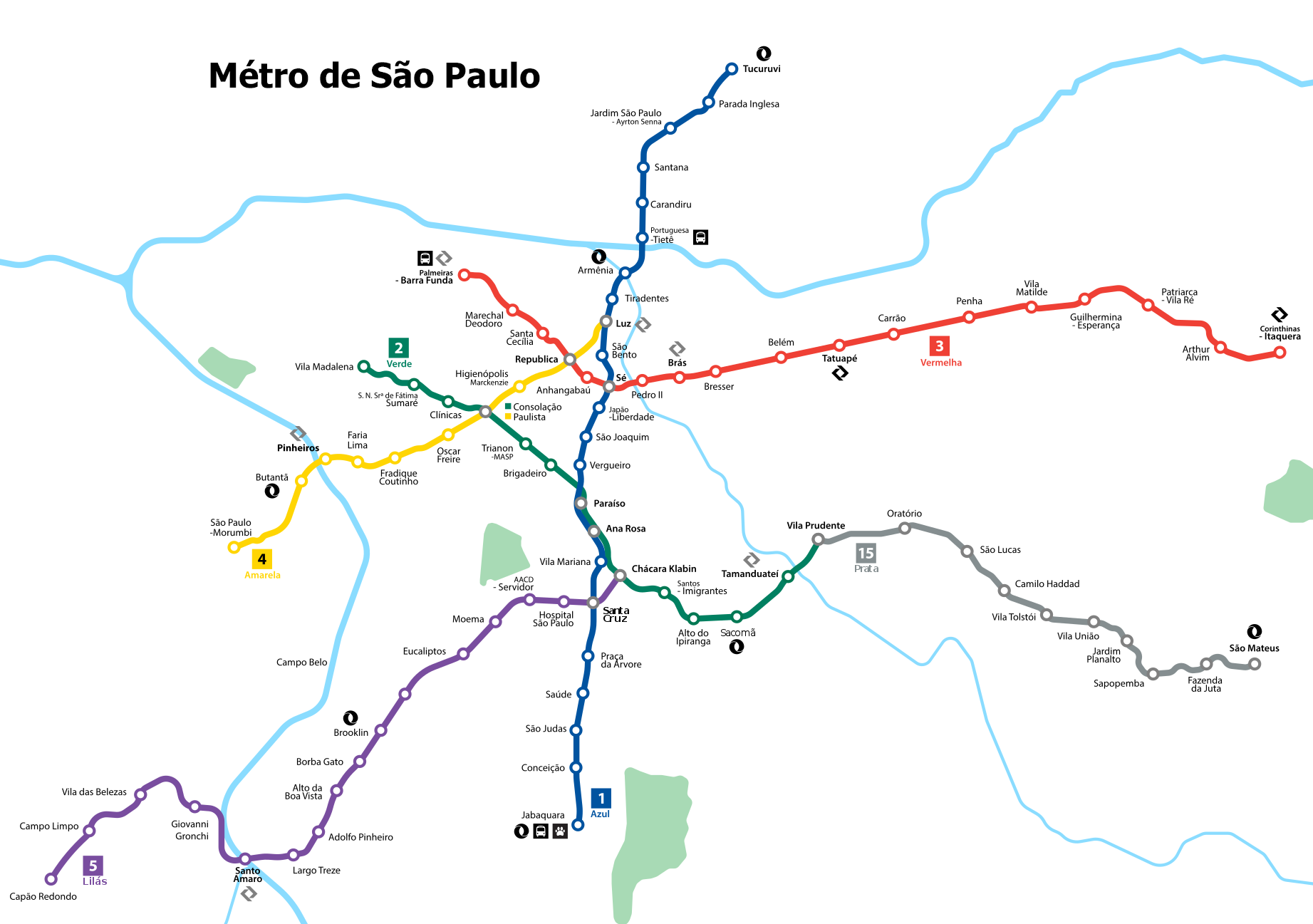
Plan du Métro de São Paulo 2020.

Établie en aérien, Santana est une station de passage de la ligne 1 du métro de São Paulo (bleue), située entre la station Jardim São Paulo-Ayrton Senna, en direction du terminus nord Tucuruvi, et la station Carandiru, en direction du terminus sud Jabaquara,.
Elle dispose de deux quais latéraux qui encadrent les deux voies de la ligne.

## Histoire
En 1895 est mise en service la station Santana du tramway de Cantareira. Elle est détruite en 1964. Elle était située sur la rua Alfredo Pujol entre la rua Voluntários da Pátria et l'avenida Cruzeiro do Sul, exactement à l'intérieur de la courbe, sur le côté droit en direction de Cantareira, non loin de l'endroit où la station Santana du métro va être construite.

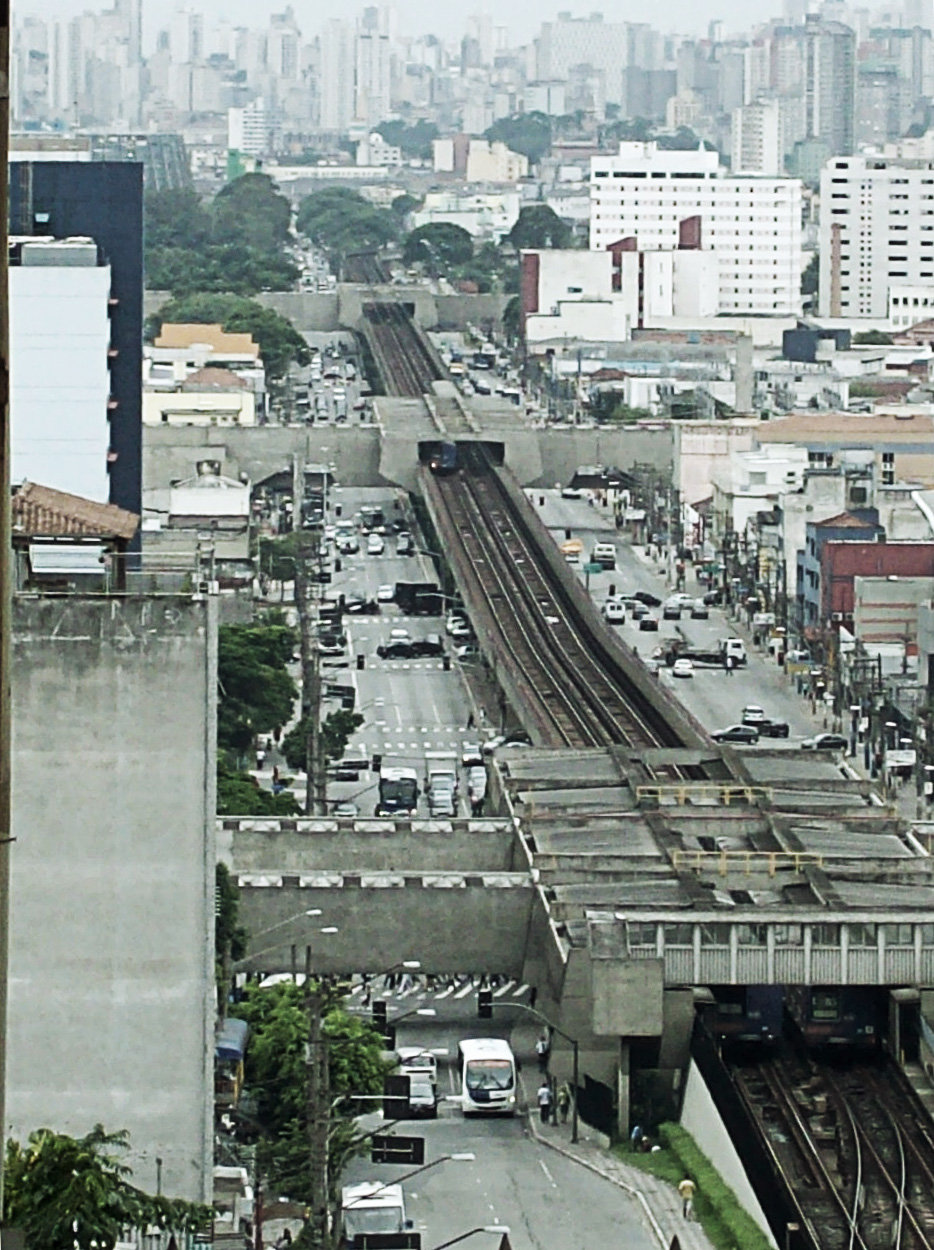
Vue d'ensemble.

La station Santana du métro de São Paulo est mise en service le 26 septembre 1975. Elle est alors le terminus nord de la ligne 1. Il s'agit d'une station aérienne avec structure en béton apparent, avec couverture en béton préfabriqué et deux quais latéraux. Elle comporte deux niveaux, un pour les passages souterrains (avec accès au terminus de bus), les blocages et les salles de billets et un autre pour les quais, avec des escaliers mécaniques et fixes servant de lien entre les différents niveaux. Elle dispose de 8 565 m2 de surface construite et elle est capable d'absorber un transit de 30 000 voyageurs en heure de pointe. Elle possède les plus grands escaliers mécaniques du système, qui quittent le souterrain de l'avenida Cruzeiro do Sul et se dirigent vers le quai aérien. Ils mesurent environ 35 mètres de long et surmontent une différence de 20 mètres.
Pendant 22 ans et 7 mois, elle est le terminus nord de la ligne 1 - Bleue. Le nombre moyen de voyageurs entrant dans cette station en 2013 était de 65 000voyageurs par jour ouvrable, faisant partie des cinq stations les plus fréquentées de la ligne 1.

## Services aux voyageurs

### Accès et accueil
Elle dispose de trois accès, le premier, à au croisement de l'avenida Cruzeiro do Sul et de la rua Leite de Morais, le deuxième à côté de l'école publique Padre Antônio Vieira, au croisement avec la rua Dr. Gabriel Piza (ces deux à l'ouest de la ligne) et le troisième à l'intérieur du terminus d'autobus Santana situé à l'est de la station. La station dispose également d'un ascenseur pour l'accès des personnes handicapées.

### Desserte

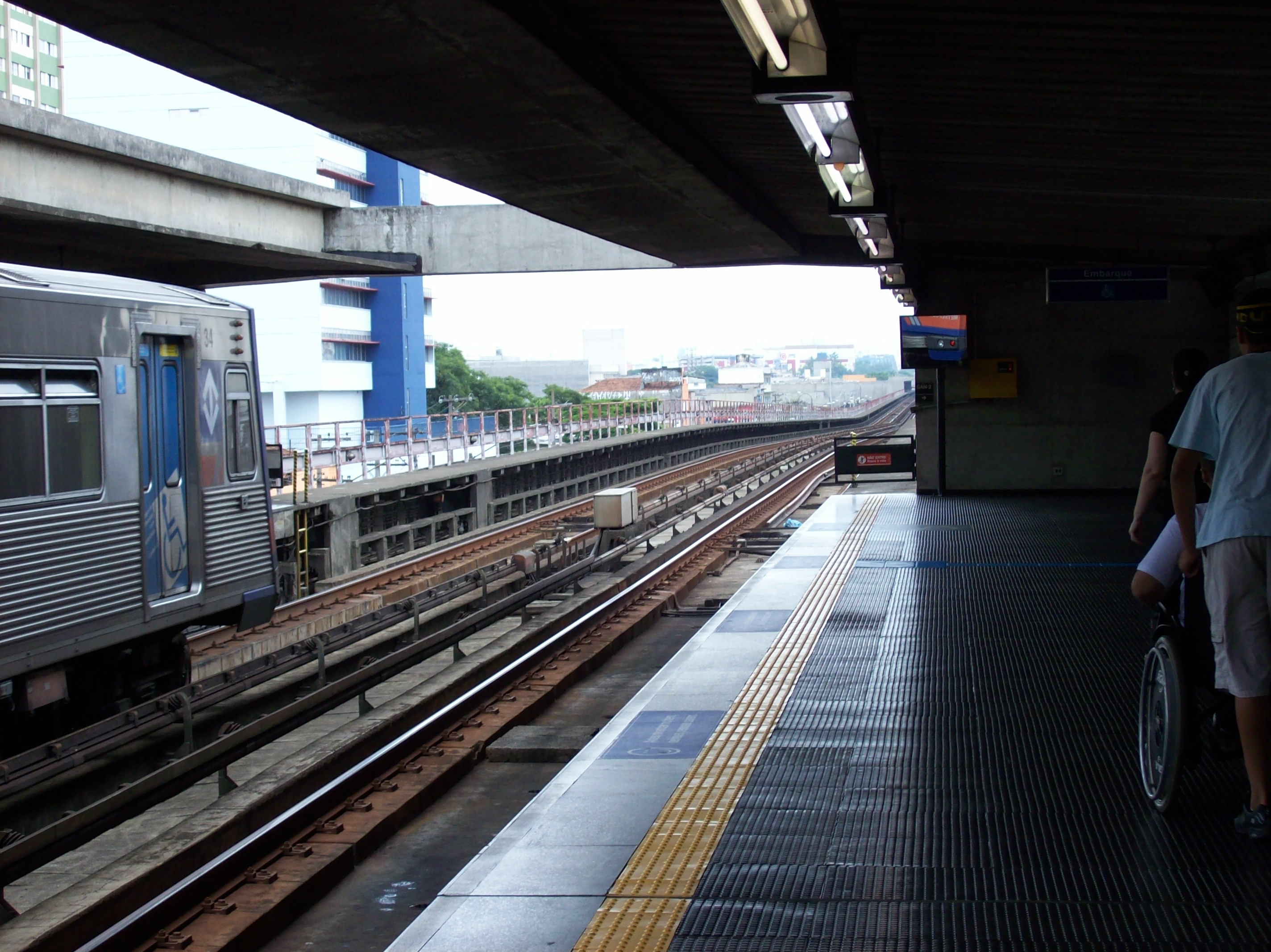
Voies, quais et desserte de la station

Santana est desservie par les rames de la ligne 1 du métro de São Paulo de 4h40 à 00h00.

### Intermodalité
Elle est en correspondance, par un cheminement direct, avec un terminal de bus.

## À proximité
- Église Santana

## Art dans le métro
- "Sem Título" (peinture murale 1), Maurício Nogueira Lima, peinture sur mur (1990), peinture acrylique (72,00 m²), installée sur la mezzanine[4].
- "Sem Título" (peinture murale 2), Odiléa Toscano, peinture sur mur (1990), peinture acrylique (2,10 x 18,00 m), installée dans l'accès ouest de la station.
- "Sem Título" (panneau), Maurício Nogueira Lima, peinture sur plaques de fibrociment (1990), peinture acqua-cryl (140 m²), installée dans les couloirs d'accès au quai.

Peintures
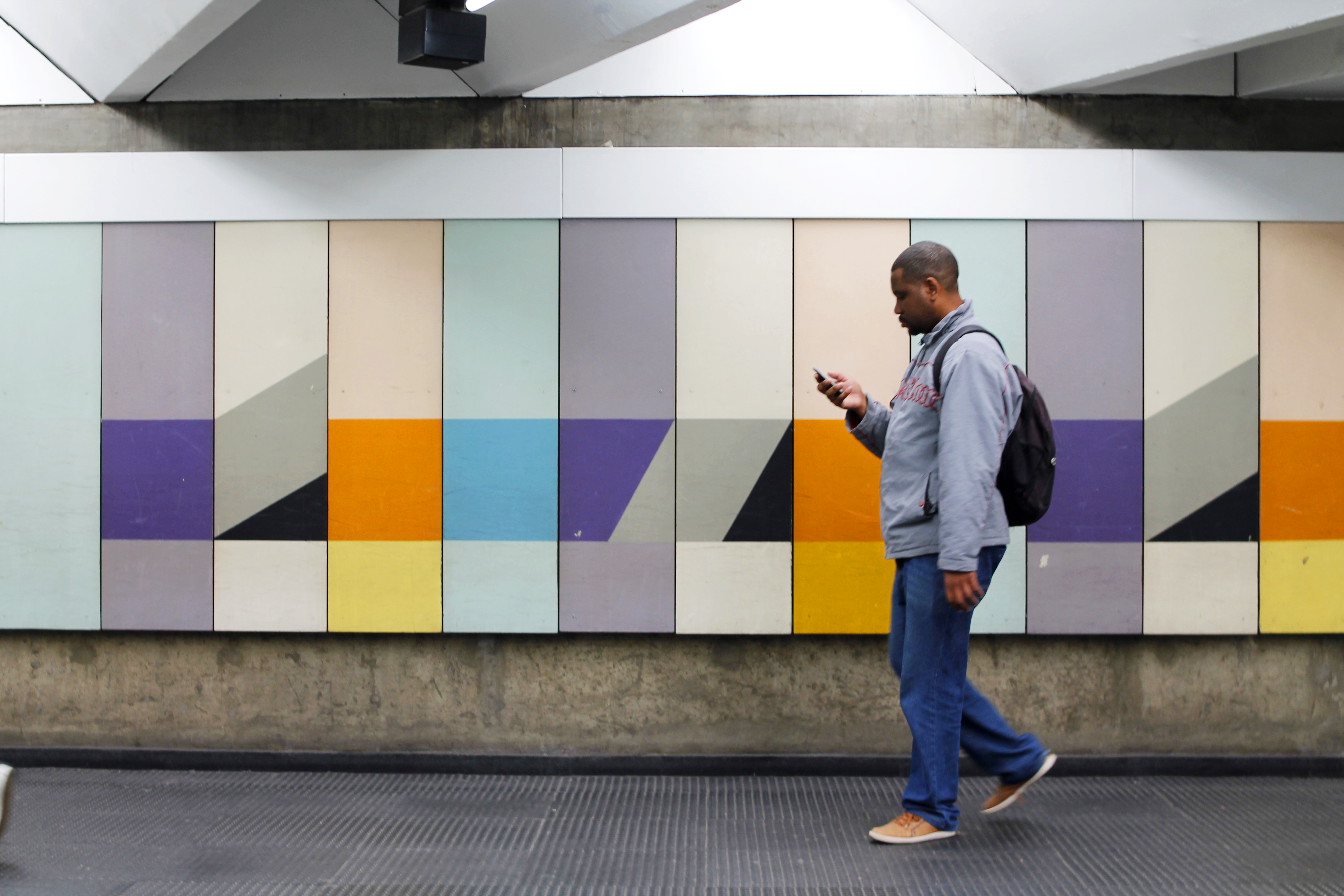
Maurício Nogueira Lima.
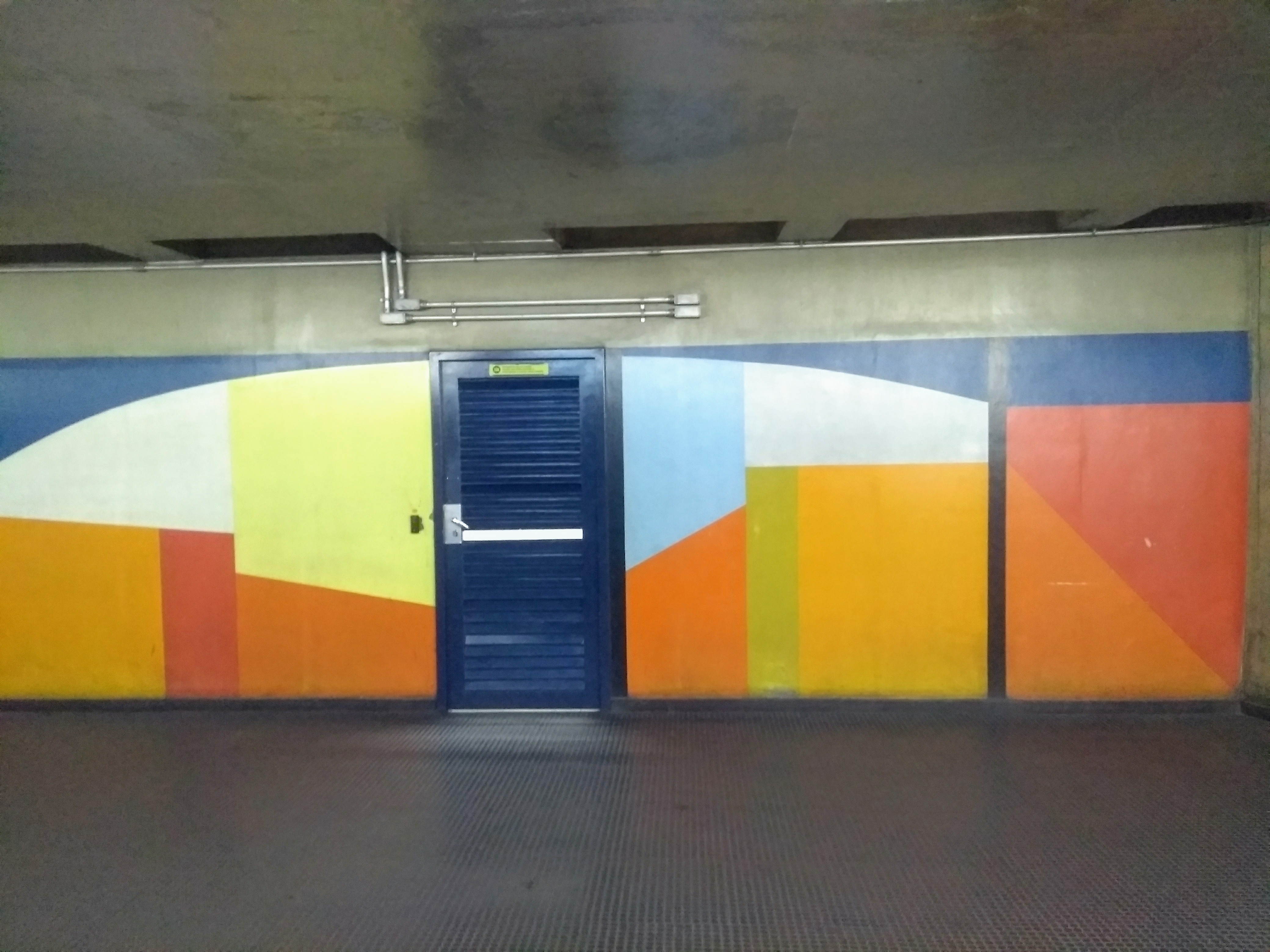
Odiléa Toscano.
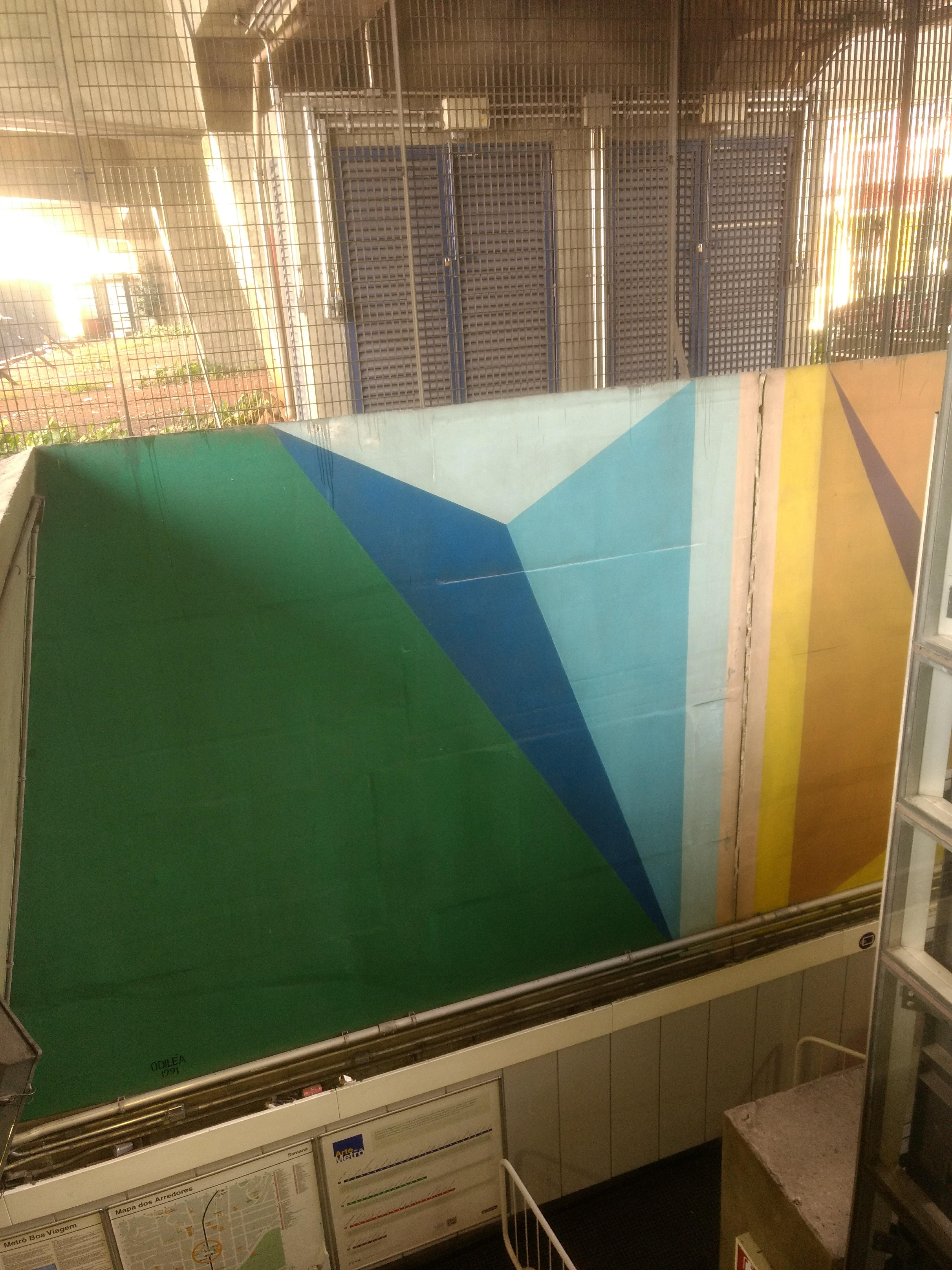
Odiléa Toscano.